# جون پارک
جون پارک (انگلیسی: Joon Park، زادهٔ پارک جون هیونگ (کره‌ای: 박준형) در ۲۰ ژوئیه ۱۹۶۹) خواننده، بازیگر و انترتینر کره‌ای-آمریکایی ساکن کره جنوبی است.